# RAD-140
RAD-140 (auch Testolon) ist ein selektiver Androgenrezeptor-Modulator (SARM), der ursprünglich von dem US-amerikanischen Biotechnologieunternehmen Radius Health entwickelt wurde. Die Substanz befindet sich in der klinischen Erprobung zur Behandlung von Brustkrebs. Bislang ist sie nicht als Arzneimittel zugelassen. Aufgrund ihrer anabolen Eigenschaften wird sie im Bodybuilding eingesetzt.

## Entwicklung und Forschung
RAD-140 wurde von dem US-amerikanischen Biotechnologieunternehmen Radius Health Inc. entwickelt. Das Unternehmen spezialisierte sich auf hormonbasierte Therapien, insbesondere im Bereich der Osteoporose und hormonbedingter Erkrankungen. Ziel der Entwicklung war eine Substanz, die die positiven Effekte von Testosteron – insbesondere den Erhalt von Muskelmasse und Knochendichte – bietet, jedoch mit geringeren Nebenwirkungen.
Im Gegensatz zu Testosteron handelt es sich bei RAD-140 um eine nicht-steroidale Verbindung, die hochselektiv an den Androgenrezeptor (AR) bindet. Sie wirkt gezielt im Muskel- und Knochengewebe, ohne gleichzeitig die Prostata oder andere androgen-sensitive Organe nennenswert zu stimulieren. Präklinische Studien an Ratten und nicht-menschlichen Primaten zeigten eine vergleichbare anabole Wirkung wie Testosteron bei deutlich reduzierter Aktivität im Prostatagewebe.
Die erste präklinische Charakterisierung von RAD-140 wurde im Jahr 2011 veröffentlicht. Die Substanz zeigte eine hohe Bioverfügbarkeit bei oraler Gabe sowie eine starke Bindungsaffinität zum humanen Androgenrezeptor. In Studien an ovariektomierten Ratten führte RAD-140 zu einem signifikanten Anstieg der Muskelmasse, ohne eine Wirkung auf die Gebärmutter zu entfalten – ein Hinweis auf ausgeprägte Gewebeselektivität.
Im Jahr 2017 initiierte Radius Health eine Phase-I-Studie zur Anwendung von RAD-140 bei postmenopausalen Frauen mit hormonrezeptorpositivem Brustkrebs (Studien-ID: NCT03088527). Ziel war die Untersuchung von Sicherheit, Pharmakokinetik und ersten Wirksamkeitshinweisen. Die orale Gabe erwies sich als gut verträglich; es wurden dosisabhängige Wirkungen auf androgenabhängige Signalwege und in Einzelfällen tumorhemmende Effekte beobachtet.
Im Oktober 2020 wurde das RAD-140-Programm an das britische Unternehmen Ellipses Pharma übertragen, das die weitere klinische Entwicklung übernahm.
RAD-140 ist bislang weder von der FDA noch der EMA als Arzneimittel zugelassen. Die Substanz befindet sich weiterhin in der klinischen Entwicklung. Gleichzeitig wird sie außerhalb regulierter Studien häufig als sogenanntes Research Chemical gehandelt und vor allem im Bodybuilding und Freizeitsport zur Leistungssteigerung eingesetzt.

## Wirkungsweise
RAD-140 gehört zur Klasse der selektiven Androgenrezeptor-Modulatoren (SARMs). Diese Wirkstoffe binden gezielt an den Androgenrezeptor (AR), einen intrazellulären Rezeptor, der unter anderem die Proteinsynthese, das Muskelwachstum und die Knochenentwicklung reguliert. Im Gegensatz zu klassischen androgenen Steroidhormonen wie Testosteron oder Dihydrotestosteron (DHT) zeichnen sich SARMs durch eine gewebespezifische Wirkung aus: Sie wirken hauptsächlich im Muskel- und Knochengewebe, während ihre Aktivität in anderen androgenempfindlichen Geweben – etwa der Prostata, Haut oder den Hoden – deutlich geringer ist.
RAD-140 wurde so entwickelt, dass es eine hohe Affinität zum Androgenrezeptor besitzt und diesen als Agonist aktiviert. Nach der Bindung löst es eine Signalkaskade aus, die zur Aktivierung anaboler Gene führt – insbesondere solcher, die an der Proteinsynthese beteiligt sind. In präklinischen Studien zeigte RAD-140 eine ähnliche Wirksamkeit wie Testosteron, jedoch mit geringerem Einfluss auf die Prostata und ohne nennenswerte Umwandlung in Östrogene oder DHT.
Ein weiterer Unterschied zu Testosteron besteht darin, dass RAD-140 nicht aromatisiert wird, das heißt: Es wird im Körper nicht in Östradiol umgewandelt. Dadurch sind typische Nebenwirkungen, wie sie mit erhöhten Östrogenspiegeln verbunden sind – etwa Gynäkomastie (Brustwachstum beim Mann) oder Wassereinlagerungen, nicht zu erwarten.
Tierexperimentelle Studien an Ratten und nicht-menschlichen Primaten zeigten eine signifikante Zunahme der Muskelmasse und Knochendichte bei gleichzeitig minimaler oder keiner Wirkung auf das Prostatagewebe – ein weiteres Indiz für die Gewebeselektivität. Die Substanz ist zudem oral bioverfügbar, was sie im therapeutischen Kontext vorteilhafter macht als injizierbare Steroidhormone.
Die molekulare Grundlage für die Gewebeselektivität von RAD-140 ist bislang nicht vollständig geklärt. Es wird angenommen, dass eine gewebespezifische Rekrutierung von Koregulator-Proteinen sowie spezifische Transkriptionsfaktoren nach Ligandenbindung am Androgenrezeptor eine entscheidende Rolle spielen.

## Verwendung im Bodybuilding
RAD-140 wird weltweit im Bereich des Bodybuildings und der Leistungssteigerung verwendet. Die Substanz wird häufig als sogenannte Research Chemical vermarktet. Die Anwendung erfolgt in der Regel ohne ärztliche Aufsicht, was mit erheblichen gesundheitlichen Risiken verbunden sein kann.
Die Welt-Anti-Doping-Agentur (WADA) hat RAD-140 in ihre Liste verbotener Substanzen aufgenommen. Ein positiver Nachweis bei Dopingkontrollen kann zu langfristigen Sperren führen. Der Besitz und die Anwendung von SARMs wie RAD-140 ist im Wettkampfsport sowohl innerhalb als auch außerhalb des Wettkampfs untersagt.

## Nebenwirkungen und Risiken
Obwohl sich in präklinischen Studien eine selektive Wirkung auf Muskelgewebe und Knochengewebe zeigte, bestehen erhebliche Bedenken hinsichtlich möglicher Nebenwirkungen und Langzeitfolgen. Es liegen keine umfassenden Daten zur langfristigen Sicherheit am Menschen vor. Die meisten bekannten Nebenwirkungen stammen aus Tierversuchen, Fallberichten oder nicht-kontrollierten Selbstversuchen.
- Lebertoxizität: Obwohl SARMs im Allgemeinen als weniger hepatotoxisch gelten als klassische oral verabreichte Anabole Steroide, wurden vereinzelt erhöhte Leberwerte und Fälle von Leberschädigungen im Zusammenhang mit RAD-140 beobachtet. Die FDA warnte 2017 ausdrücklich vor möglichen Leberschäden durch frei erhältliche SARM-Produkte.[11]

- Psychische Nebenwirkungen: Berichte von Anwendern sowie einzelne Fallanalysen deuten auf mögliche Stimmungsschwankungen, Reizbarkeit, Schlafstörungen und erhöhte Aggressivität hin. Wissenschaftlich gesicherte Daten zur neuropsychiatrischen Wirkung von RAD-140 liegen jedoch bislang kaum vor.

- Produktverunreinigung und falsche Deklaration: Eine zusätzliche Gefahrenquelle stellt die mangelhafte Qualitätssicherung vieler frei verkäuflicher SARM-Produkte dar. Eine Untersuchung im Fachjournal JAMA ergab, dass über 50 % der analysierten Präparate entweder falsch deklariert waren oder andere Wirkstoffe enthielten als angegeben, was das Risiko unvorhersehbarer Nebenwirkungen deutlich erhöht.[12]

## Rechtlicher Status
RAD-140 ist weltweit nicht als Arzneimittel zugelassen. Es handelt sich um eine experimentelle Substanz, die sich in der klinischen Entwicklung befindet und bislang ausschließlich im Rahmen von Studien getestet wurde. Dennoch wird RAD-140 in vielen Ländern als sogenanntes Research Chemical vermarktet.
In den Vereinigten Staaten ist RAD-140 nicht durch die Food and Drug Administration (FDA) zugelassen. Die FDA hat wiederholt vor der Verwendung von SARMs in Nahrungsergänzungsmitteln gewarnt und entsprechende Produkte als gesundheitsgefährdend eingestuft. Der Vertrieb von RAD-140 als Wirkstoff in Lebensmitteln oder Supplements verstößt dort gegen das Bundesrecht.
In den Staaten der Europäischen Union ist RAD-140 ebenfalls weder als Arzneimittel noch als Nahrungsergänzungsmittel zugelassen. Der Verkauf kann – abhängig von Formulierung und Verwendungszweck – unter das jeweilige Arzneimittelgesetz fallen (in Deutschland etwa § 2 AMG), sofern eine pharmakologische Wirkung beabsichtigt ist. Der Besitz oder Handel kann somit in bestimmten Fällen als illegal eingestuft werden. Die rechtliche Bewertung variiert jedoch zwischen den Mitgliedsstaaten.
Im Leistungssport ist RAD-140 durch die Welt-Anti-Doping-Agentur (WADA) als verbotene Substanz klassifiziert. Es fällt unter die Kategorie S1 (anabole Substanzen) der WADA-Verbotsliste und ist sowohl im Wettkampf als auch außerhalb davon verboten. Ein positiver Dopingnachweis kann zu mehrjährigen Dopingsperren führen.